# Ganiki Planitia
Ganiki Planitia est une plaine située sur Vénus dans le quadrangle de Ganiki Planitia. Elle a été nommée en référence à Ganiki, esprit orochien (Sibérie) de l'eau, sirène.